# カステルヌオーヴォ・パラーノ
カステルヌオーヴォ・パラーノ（伊: Castelnuovo Parano）は、イタリア共和国ラツィオ州フロジノーネ県にある、人口約850人の基礎自治体（コムーネ）。

## 地理

### 位置・広がり

#### 隣接コムーネ
隣接するコムーネは以下の通り。
- アウゾーニア
- コレーノ・アウゾーニオ
- エスペーリア
- サン・ジョルジョ・ア・リーリ
- ヴァッレマーイオ

### 気候分類・地震分類
カステルヌオーヴォ・パラーノにおけるイタリアの気候分類 (it) および度日は、zona D, 1698 GGである。
また、イタリアの地震リスク階級 (it) では、zona 2B (sismicità media) に分類される。

## 行政

### 分離集落
カステルヌオーヴォ・パラーノには、以下の分離集落（フラツィオーネ）がある。
- Casali, Terra, Valli-Sant'Antonio Abate, Cisterna, Pimpinelli